# Поведьонок Анатолій Геннадійович
Анатолій Геннадійович Поведьонок (нар. 11 червня 1969) — казахський футболіст, захисник та півзахисник.

## Життєпис
Розпочав футбольну кар'єру в 1987 році в складі карагандинського «Шахтаря». Дебютував у футболці карагандинського клубу 2 травня 1987 року в нічийному (1:1) виїзному поєдинку 2-го туру 8-ї зони Другої ліги проти «Цілинника». Анатолій вийшов у стартовому складі, а на 53-й хвилині його замінив Олександр Першин. Єдиним голом у складі «гірників» відзначився 11 серпня 1987 року в програному (1:3) виїзному поєдинку 19-го туру 8-ї зони Другої ліги проти павлодарського «Трактора». Поведьонок вийшов на поле на 68-й хвилині, замінивши Сергія Яровенка. У футболці «Шахтаря» в чемпіонаті СРСР зіграв 16 матчів та відзначився 1 голом. У 1988 році перейшов в аматорський клуб «Кубань» (Баранніковський). Наступного року перейшов у «Булат». У 1990 році підсилив карагандинський «Шахтар». Дебютував за «гірників» 7 квітня 1990 року в програному (0:2) виїзному поєдинку 1-го туру Другої ліги зони «Схід» проти «Вахша» (Курган-Тюбе). Анатолій вийшов на поле в стартовому складі, але на 16-й хвилині його замінив Василь Деркач. Дебютним голом у футболці карагандинців відзначився на 3-й хвилині переможного (3:0) домашнього матчу 23-го туру Другої ліги зони «Схід» проти «Вахша» (Курган-Тюбе). Поведьонок вийшов у стартовому складі та відіграв увесь матч. У складі «Шахтаря» в Другій лізі СРСР зіграв 76 матчів та відзначився двома голами. У 1992 році у футболці «гірників» взяв участь у першому розіграші незалежного чемпіонату Казахстану, в якому зіграв 14 матчів та відзначився двома голами, ще 1 поєдинок провів у кубку Казахстану.
У 1992 році виїхав до України, де підписав контракт з луганською «Зорею». Дебютував у футболці луганського клубу 14 березня 1993 року в програному (0:1) виїзному поєдинку 16-го туру Вищої ліги проти запорізького «Торпедо». Анатолій вийшов на поле в стартовому складі та відіграв увесь матч. Єдиним голом у футболці луганського клубу відзначився 22 серпня 1993 року на 3-й хвилині переможного (2:1) домашнього поєдинку 3-го туру Вищої ліги проти тернопільської «Ниви». Поведьонок вийшов на поле в стартовому складі та відіграв увесь матч. У складі «Зорі» в чемпіонаті України зіграв 26 матчів та відзначився 1 голом, ще 2 поєдинки провів у кубку Казахстану.
У 1994 році повернувся до Казахстану, де підписав контракт з «Актюбінцем». По ходу сезону підсилив «Булат». З 1995 по 1996 рік захищав кольори клубів «Єлимай» (Семей) та «Іртиш» (Павлодар).
У 1992 році провів 3 поєдинки у футболці національної збірної Казахстану.